# Вервио
Ве́рвио (итал. Vervio) — коммуна в Италии, в провинции Сондрио области Ломбардия.
Население составляет 239 человек (2008 г.), плотность населения составляет 20 чел./км². Занимает площадь 12 км². Почтовый индекс — 23030. Телефонный код — 0342.
Покровителем коммуны почитается святой Иларий. 

## Демография
Динамика населения: